# Hiroko
Hiroko (jap. ひろこ, ヒロコ) – żeńskie imię japońskie.

## Możliwa pisownia
Hiroko można zapisać używając wielu różnych znaków kanji i może znaczyć m.in.:
- 寛子, „hojny, dziecko”[1]
- 裕子, „bogaty, dziecko”
- 浩子, „obfity, dziecko”
- 弘子
- 博子
- 宏子
- 広子
- 紘子

## Znane osoby
- Hiroko Anzai (ひろこ), japońska modelka
- Hiroko Hakuta (博子), japońska siatkarka
- Hiroko Hatano (ひろ子), japońska aktorka i modelka
- Hiroko Konishi (寛子), japońska seiyū
- Hiroko Matsu’ura (寛子), japońska siatkarka
- Hiroko Mita (寛子), japońska piosenkarka i aktorka
- Hiroko Moriguchi (博子), japońska piosenkarka
- Hiroko Nakamura (紘子), japońska pianistka
- Hiroko Okano (弘子), japońska siatkarka
- Hiroko Sadanobu (裕子), japońska rzeźbiarka
- Hiroko Sato, japońska lekkoatletka, która specjalizowała się w rzucie oszczepem
- Hiroko Yakushimaru (ひろ子), japońska piosenkarka i aktorka

## Fikcyjne postacie
- Hiroko Kaizuka (ひろ子), bohaterka mangi i anime Shadow Star
- Hiroko Murohashi (裕子), bohaterka serii mang i anime Saki